# Jewgienij Baratynski
Jewgienij Abramowicz Baratynski, ros. Евге́ний Абра́мович Бараты́нский (Boratynski; ur. 19 lutego?/3 marca 1800 we wsi Mara w guberni tambowskiej, zm. 11 lipca 1844 w Neapolu) – oficer wojska rosyjskiego, poeta, przedstawiciel rosyjskiego romantyzmu, prekursor symbolizmu.

## Życiorys

### Młodość
Pochodził z rodziny szlacheckiej o polskich korzeniach. Był synem generała Abrama Andriejewicza Baratyńskiego i Aleksandry Fiodorownej. Urodził się jako pierwsze z ośmiorga rodzeństwa. Należał do Korpusu Paziów, z którego został wykluczony za samowolne działanie. W 1819 roku został powołany do wojska jako szeregowiec w Petersburgu, a rok później w Finlandii, gdzie służył przez kolejne 6 lat. W 1826 roku podniesiono go do godności oficera, jednak Baratynski zrezygnował z dalszej kariery wojskowej, przeprowadzając się do Moskwy. 9 czerwca 1826 zawarł związek małżeński z Anastasią Lwowną Engelhardt.

### Działalność literacka
Debiut literacki Jewgienija Baratynskiego miał miejsce w 1819 roku. W 1827 i 1835 wydano zestawione utwory poetyckie jako zbiory "Stichotworienija". Tworzył przede wszystkim lirykę refleksyjną, rozwijającą romantyczne wątki filozoficzne. Pisał elegie erotyczne, psychologiczne i medytacyjne.
Był członkiem Wolnego Towarzystwa Miłośników Piśmiennictwa Rosyjskiego. Nawiązał bliskie relacje z Aleksandrem Puszkinem. Przyjaźnił się z Adamem Mickiewiczem, będąc jednocześnie miłośnikiem jego twórczości. Pisał wiersze poświęcone polskiemu wieszczowi. Elegie i fraszki Baratynskiego referowane były w salonach literackich. Sam Baratyński był regularnym gościem salonu artystycznego Zinaidy Wołkońskiej.
W 1842 roku wydano ostatni tom poezji rosyjskiego romantyka zatytułowany "Sumierki", nacechowany tragizmem i pesymizmem związanym z odczuwaniem przez poetę nieuniknionych zakrętów historycznych. Ich brak zrozumienia kreowało elegijny nastrój jego poezji, prowadziło do traktowania życia jako ofiary śmierci, a prawdy jako zagłady szczęścia.
Przekładaniem literatury Baratynskiego na język polski zajmował się Andrzej Lewandowski.

## Wybrane utwory
Na podstawie materiału źródłowego:
- Finlandia (1820);
- Razłuka (1820);
- Buria (1824);
- Leda (1825);
- Eda (1826);
- Najada (1827);
- Nie bojsia jedkich osużdienij (1827);
- Bał (1828);
- Nie podrażaj (1828);
- Posledniaja smiert’ (1828);
- Rodina (1828);
- Nałożnica (1831);
- Na smiert’ Gete (1833);
- Foslednij poet (1835);
- Osień (1837);
- Mudriecu (1840);
- Firoskaf (1844).